# قائمة أعمال إرنست همينغوي

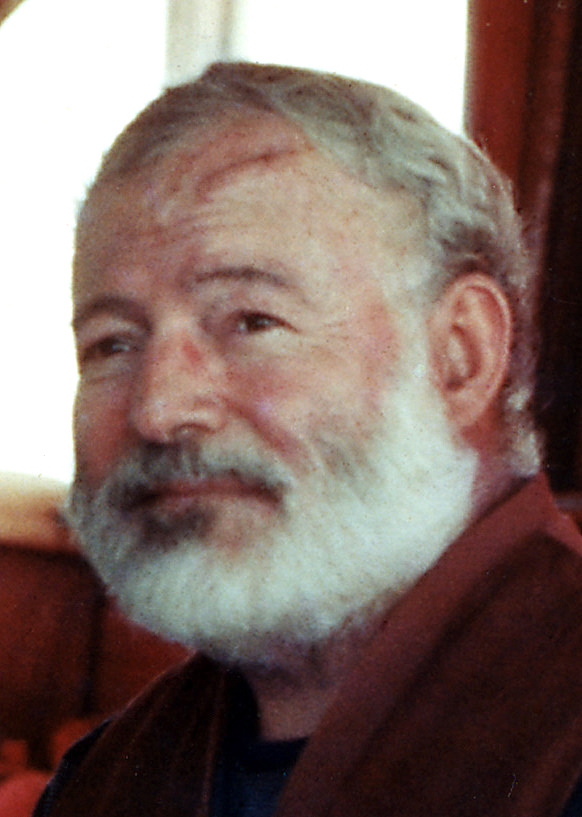
الكاتب الأمريكي إرنست همنغواي على متن يخته حوالي عام 1950

إرنست همينغوي (1899-1961)؛ روائي وكاتب قصة قصيرة، وصحفي، ورياضي أمريكي. كانت طريقته في الكتابة - التي سميت باسم نظرية الجبل الجليدي - ذات تأثير قوي على الخيال في القرن العشرين. تعد العديد من أعماله من كلاسيكيات الأدب الأمريكي.

## أعماله

### الروايات
- 1926: سيول الربيع
- 1926: ثم تشرق الشمس
- 1929: وداعا للسلاح
- 1937: أن تملك وألا تملك
- 1940: لمن تقرع الأجراس
- 1950: عبر النهر وبين الأشجار
- 1952: الشيخ والبحر
- 1970: جزر في المجرى
- 1986: جنة عدن
- 1999: حطم الفجر

### غير الخيالية
- 1932: موت في الظهيرة
- 1935: تلال أفريقيا الخضراء
- 1964: عيد متنقل

### قصص قصيرة
- (1923): ثلاث قصص وعشر قصائد
- (1927): رجال بلا نساء
- (1933): الفائز لا يأخذ شيئا
- (1938): الطابور الخامس والقصص التسع والأربعون الأولى
- (1961): ثلوج كلمنجارو
- (1979): 88 قصيدة

## روابط خارجية
- Ernest Hemingway في قاعدة بيانات الأفلام على الإنترنت